# Betty Olsen
Betty Ann Olsen (ngày 22 tháng 10 năm 1934 – ngày 26 tháng 9 năm 1968)  là y tá và nhà truyền giáo người Mỹ sinh ra tại châu Phi đã phải bỏ mạng khi bị quân đội Bắc Việt giam giữ làm tù binh trong chiến tranh Việt Nam.

## Thân thế và học vấn
Betty Olsen sinh ngày 22 tháng 10 năm 1934 tại Bouaké, Tây Phi thuộc Pháp, Bờ Biển Ngà ngày nay, là một trong hai con gái của hai nhà truyền giáo Walter Olsen và Elizabeth Olson, phục vụ trong Liên minh Kitô giáo và Truyền giáo.  Bà theo học một trường dành cho trẻ em truyền giáo cách cha mẹ mình một khoảng thời gian để học tiểu học.  Về chương trình trung học, bà nhập học Học viện Hampden-Dubois ở Mount Dora, Florida, lúc đó là một trường nội trú thường phục vụ con em của các nhà truyền giáo. Khi ở học viện, bà quyết định cống hiến cả đời mình để trở thành một nhà truyền giáo.
Oslen được đào tạo làm y tá tại Bệnh viện Giám lý Brooklyn từ năm 1953 đến năm 1956. Bà hành nghề y tá sản khoa tại Bệnh viện Nyack trong khi theo học Trường Đại học Truyền giáo Nyack ở Nyack, New York. Oslen tốt nghiệp năm 1962 với chuyên ngành truyền giáo.  Tuy nhiên, bà tỏ ra dao động về mong muốn làm công việc truyền giáo của mình, viết rằng "Tôi nhớ đã nói với Chúa vào thời điểm này rằng nếu đây là tất cả những gì có dành cho đời sống của một Kitô hữu, thì tôi không muốn nó."  Có thời gian bà ở cùng cha mẹ mình khi họ sinh sống tại Seattle rồi sau dọn sang Chicago và làm y tá sản khoa tại Bệnh viện West Suburban.

## Sự nghiệp truyền giáo và tù đày
Năm 1963, Oslen lại quyết định làm công việc truyền giáo và nộp đơn thành công vào Liên minh Kitô giáo và Truyền giáo. Năm tiếp theo, bà được đào tạo tại trại phong Hồng Kông nhằm chuẩn bị làm việc tại Việt Nam Cộng hòa trong thời kỳ chiến tranh Việt Nam.  Bà viết như sau "Hầu hết những người mà tôi đã nói về việc đến Việt Nam đều rất lo lắng và tôi thấu hiểu điều này; thế nhưng tôi không lo ngại và tôi rất bình an. Tôi biết rằng tôi có thể sẽ không bao giờ quay lại, nhưng tôi biết rằng tôi ở chính giữa ý nguyện của Chúa và Việt Nam là nơi dành cho tôi".
Olsen được gửi đến Đà Nẵng vào làm việc trong bệnh viện truyền giáo và học thêm tiếng Việt.  Hai đêm một tuần, bà thường dạy tiếng Anh cho một lớp sáu mươi học sinh Việt Nam, chủ yếu là thanh thiếu niên. Bà nói với một phóng viên về học sinh của mình "Họ đặc biệt tò mò về nước Mỹ. Tôi đã nói với họ về những tòa nhà chọc trời và tàu điện ngầm nhưng tôi e rằng họ không hiểu về tàu điện ngầm hoặc tại sao bất kỳ ai lại muốn có chúng". Mỗi sáng thứ bảy, bà làm tình nguyện viên tại Câu lạc bộ USO ở Đà Nẵng đã thu hút sự chú ý từ những quân nhân nơi đây với tư cách là một phụ nữ phương Tây độc thân hiếm hoi của thành phố, bèn đặt cho Olsen biệt danh là "Belle của Đà Nẵng". Bà đã từ chối tất cả những lời công khai lãng mạn của họ, nói với một phóng viên "Tôi không quan tâm đến chuyện tình cảm và tôi không có ý tưởng kết hôn".
Năm sau, Olsen được cử tiếp tục chuẩn bị tại Đà Lạt. Điểm đến cuối cùng của bà là nhiệm vụ tại một trại phong nằm ở ngoại ô Ban Mê Thuột, một thành phố cách Sài Gòn khoảng 200 dặm về phía đông bắc.

Với vai trò là tỉnh lỵ, Ban Mê Thuột là một trong những mục tiêu của cuộc Tổng tấn công Tết Mậu Thân vào tháng Giêng năm 1968. Khu nhà truyền giáo bị ném bom và cuối cùng bị phá hủy và tám trong số mười ba nhà truyền giáo bị giết hoặc chết trong tình trạng bị giam cầm. Olsen đã phải chịu đựng mười tháng bị giam cầm, với những chuyến hành trình cưỡng bức kéo dài cả ngày, bị đánh đập, thức ăn không đầy đủ và không được chăm sóc y tế.  Nhân viên cứu trợ nông nghiệp bị giam cầm Michael Benge nhớ lại cái chết của Olsen vào ngày 26 tháng 9 năm 1968:  
Chúng tôi được phép nghỉ ngơi vài ngày gần một kho tiếp tế. Cộng quân đã chuẩn bị cho chúng tôi một bữa ăn gồm gạo, ngô, đậu xanh và một ít thịt. Ngoài ra, họ còn nấu một ít măng mà tôi được phép hái. Chúng tôi rất đói và nuốt ngấu nghiến thức ăn, nhận thấy măng đắng hơn bình thường. Nó được coi là "bữa tối cuối cùng của chúng tôi." Chưa kịp hoàn thành bữa ăn thì chúng tôi đã bị đau bụng và kiết lỵ dữ dội. Toán lính đã đầu độc chúng tôi bằng cách không đun sôi tre hai lần để loại bỏ axit xyanua. Không thể ra khỏi võng, Betty đã nằm đại tiện ba ngày trước khi chết. Họ thậm chí không cho phép tôi dọn dẹp giúp cô ấy. 
Benge đã giúp chôn cất Olsen trong khu rừng rậm ở tỉnh Đắk Lắk, gần biên giới Campuchia.

## Giải thưởng và danh hiệu
Betty Olsen đã được chính phủ Việt Nam Cộng hòa truy tặng bằng khen "Huân chương Anh hùng.